# Ernst Fehr
Ernst Fehr (* 21. června 1956 Hard) je rakouský ekonom žijící ve Švýcarsku.
Je absolventem Vídeňské univerzity, kde byl jako postgraduant asistentem Alexandera Van der Bellena. V roce 1986 získal doktorát, pak působil na London School of Economics. Od roku 1994 je profesorem experimentální ekonomie na Curyšské univerzitě a v roce 2018 získal švýcarské občanství. Se svým bratrem založil poradenskou společnost FehrAdvice.
Je představitelem neuroekonomie a behaviorální ekonomie, zabývá se otázkami spolupráce, teorie her a racionality v rozhodování. K jeho spolupracovníkům patří Urs Fischbacher a Simon Gächter. Je členem Ekonometrické společnosti, Academia Europaea a Rakouské akademie věd. V letech 2003 až 2005 byl prezidentem Asociace ekonomických věd v Tucsonu.
V roce 2009 mu byla udělena Cena Marcela Benoista, v roce 2012 Čestný odznak Za vědu a umění a v roce 2016 Cena kardinála Innitzera. Frankfurter Allgemeine Zeitung ho označil za nejvlivnějšího německy píšícího ekonoma. Je uveden na seznamu Clarivate Citation Laureates, zahrnujícím pravděpodobné adepty na Nobelovu cenu.